# Hillsboro (Texas)
Hillsboro város az USA Texas államában, Hill megyében, melynek megyeszékhelye is. Lakosainak száma 8221 fő (2020. április 1.).

## Népesség
A település népességének változása:
| Lakosok száma | 153  | 8456 | 8221 |
|               | 1870 | 2010 | 2020 |